# Kirchsee (Wismarbucht)

Die Kirchsee als Teil der Wismarer Bucht

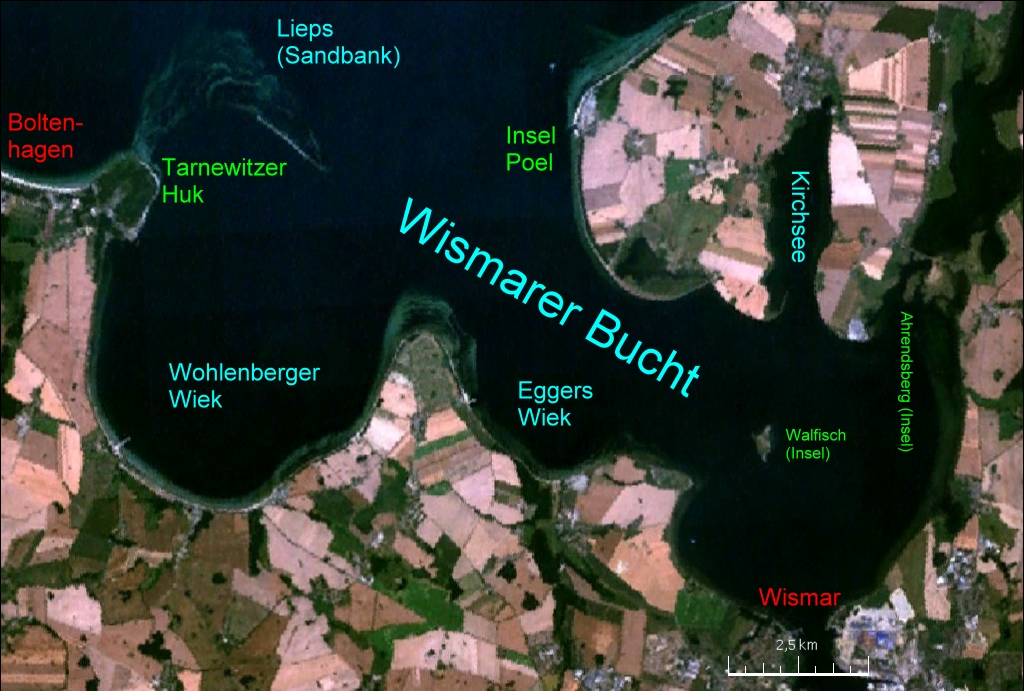
NASA-Satellitenbild

Die Kirchsee bei der Insel Poel ist ein Teil der Wismarer Bucht und im engeren Sinne kein See, sondern eine tief von Süden in die Insel Poel einschneidende Bucht. Benannt wurde sie nach dem Hauptort auf der Insel Poel, Kirchdorf. Die Bucht ist zirka drei Kilometer lang und am südlichen Ende bis zu einem Kilometer breit. Die südliche Öffnung bilden die beiden Sandhaken Fährdorfer Haken und Brandenhusener Haken, die sich wind- und strömungsbedingt gebildet haben. Die Ufer der Kirchsee sind sehr abwechslungsreich. Es wechselt zwischen Kliffküsten, flachen Sandufern und kleineren Schwemmbereichen. Die Kirchsee ist ein meist unter zwei Meter tiefes Flachgewässer. Nur die bis zum Hafen von Kirchdorf verlaufende Fahrrinne ist tiefer. Durch den Erhalt der Fahrrinne wird auch der Zugang der Kirchsee zum Meer gesichert, da dieser Zugang sonst verlanden würde.

## Weblink
- Naturschutz Wismarbucht: Kirchsee

Koordinaten: 53° 59′ 0″ N, 11° 26′ 0″ O